# Hernán Alvarado Solano
Hernán Alvarado Solano (Bogotá, 26 de enero de 1946 – 31 de enero de 2011) fue obispo católico colombiano vicario apostólico de Guapi, Colombia.

## Biografía
Hizo estudios de secundaria en el Seminario Menor de Zipaquirá y dos años de Filosofía en el Seminario Mayor de Ibagué. Estudió filosofía en el seminario Mayor de Bogotá.
Ordenado sacerdote el 4 de diciembre de 1971, el Papa Juan Pablo II lo nombró como Vicario Apostólico de Guapi, el 13 de febrero de 2001 y recibió la ordenación episcopal en esta remota área de Colobma.